# Sätra (naturreservat)
Sätra är ett naturreservat i Finspångs kommun i Östergötlands län.
Området är naturskyddat sedan 2011 och är 22 hektar stort. Reservatet består av gammal barrblandskog där tall dominerar högre upp och gran längre ner och sumpskog i några fuktiga stråk.